# Томащук, Владимир Иванович
Владимир Иванович Томащук  (1 апреля 1944, г. Бар, (ныне Украина) — 23 февраля 2009, Одесса, Украина) — украинский музыкант, кларнетист, заслуженный артист Украины.

## Биография
- 1960—1964 гг. Винницкое музыкальное училище, класс кларнета (преп. С. Дудкевич).
- 1964—1969 гг. Одесская государственная консерватория им. А. В. Неждановой (класс проф. В. И. Повзун).
- В 1969 году занял второе место на республиканском конкурсе исполнителей на духовых инструментах в Киеве. Солист Одесского Национального Филармонического оркестра, солист Одесского Национального театра оперы и балеты, доцент Одесской музыкальной академии имени А. В. Неждановой.

Выступал на концертах и фестивалях в Германии, Австрии, Швейцарии, Англии, США, Австралии и многих других странах Европы и мира. Наследие Владимира Ивановича включает множество записей произведений для кларнета таких композиторов как В. А. Моцарт, К. М. Вебер, А. Копланд, Ф. Пуленк, П. Хиндемит и других.